# Mbao
Mbao ist ein Stadtbezirk der Großstadt Ville de Pikine in der Metropolregion Dakar, gelegen im zentralen Westen Senegals. Die Stadtbezirke von Pikine haben jeweils den Status einer Gemeinde (commune).

## Geografie
Mbao liegt im Südosten des Flaschenhalses der Cap-Vert-Halbinsel. Den Norden des Stadtbezirks nimmt der von der Autoroute 1 durchschnittene und von der umgebenden Urbanisierung bedrohte Forêt classée de Mbao (FCM) ein. Zwischen dieser gleichwohl noch immer größten Grünen Lunge der Metropolregion Dakar, sowie der Baie de Hann im Süden erstrecken sich die Wohngebiete beiderseits der Nationalstraße N 1 und der Bahnstrecke Dakar–Niger. Der Stadtbezirk hat eine Fläche von 13,93 km². Der Grenzverlauf ist im April 2017 von einer Kommission zur Feststellung der Grenzen einiger der dortigen Gebietskörperschaften amtlich dokumentiert und in ein Satellitenfoto übertragen worden. Der Grenzverlauf hat sich seitdem zugunsten von Rufisque Ouest etwas verschoben.
Beiderseits des Küstenabschnitts von Mbao liegen jenseits der Bezirksgrenze zwei reine Industriegebiete, im Westen die Zone Industrielle de Mbao mit weitläufigen Raffinerieanlagen und im Osten Cap des Biches mit dem Kraftwerkspark von Senelec. Benachbarte Stadtbezirke sind im Uhrzeigersinn Diamaguène-Sicap Mbao im Westen, Keur Massar im Norden sowie der Stadtbezirk Rufisque Ouest der Nachbarstadt Rufisque im Osten.

## Bevölkerung
Die letzten Volkszählungen ergaben für den Stadtbezirk jeweils folgende Einwohnerzahlen:
| Jahr | Einwohner |
| ---- | --------- |
| 1988 | …         |
| 2002 | 26.011    |
| 2013 | 96.320    |
| 2023 | 149.456   |

## Verkehr
Die Anschlussstelle 8 der Autoroute 1 im Forêt de Mbao verbindet den Stadtbezirk in Westrichtung mit der Hauptstadt Dakar und in Ostrichtung mit dem internationalen Flughafen Dakar-Blaise Diagne.

## Persönlichkeiten
- Arouna Sangante (* 2002), senegalesisch-guinea-bissauischer Fußballspieler